# ポール・ラスヌ
ポール・ラスヌ（Paul Lasne、1989年1月16日 - ）は、フランス・サン＝クルー出身の元サッカー選手。現役時代のポジションはミッドフィールダー。

## 経歴
2010-11シーズンにACアジャクシオに期限付き移籍。2010年9月13日のエヴィアン・トノン・ガイヤールFC戦でデビューする。2011年6月27日、アジャクシオと2014年までの契約を交わした。
2014年6月、モンペリエHSCと5年契約を結んだ。
2019年8月13日、ミシェル・デル・ザカリアン監督就任以降、安定した出場機会を得ていたが、スタッド・ブレスト29へと移籍した。
2022年6月27日、パリFCへ完全移籍。